# جک کسی
جک کِسی (/ˈkɛsi/)(انگلیسی: Jack Kesy)؛ زادهٔ ۰ اوت ۱۹۸۶) بازیگر سینما و بازیگر تلویزیون اهل ایالات متحده آمریکا است.
از فیلم‌ها یا برنامه‌های تلویزیونی که وی در آن نقش داشته‌است می‌توان به ددپول ۲، ۱۲ نیرومند، و بدون پشیمانی اشاره کرد.

## حرفه
او در شبکه تلویزیونی اف‌ایکس، نقش گابریل بولیوار را در مجموعه تلویزیونی درام ترسناک دگردیسی (محصول سال ۲۰۱۴–۲۰۱۶) بازی کرده‌است. او همچنین تجربه بازی در نقش Black Tom Cassidy در مارول کامیکس را در ددپول ۲ (محصول سال ۲۰۱۸) در کارنامه خود دارد.

## زندگی‌نامه
کسی بازیگری را در لندن و در مدرسه موسیقی و نمایش گیلد هال تحصیل کرد.

## فیلم‌شناسی
| سال ساخت | عنوان        | نقش                        |
| -------- | ------------ | -------------------------- |
| ۲۰۱۷     | گارد ساحلی   | Leon (لئون)                |
| ۲۰۱۸     | ۱۲ نیرومند   | Charles Jones (چارلز جونز) |
| ۲۰۱۸     | آرزوی مرگ    | Tate 'The Fish' Karp       |
| ۲۰۱۸     | ددپول ۲      | Black Tom Cassidy          |
| ۲۰۲۰     | پاسگاه       | Sergeant Josh Kirk         |
| ۲۰۲۱     | بدون پشیمانی | Thunder                    |
| ۲۰۲۴     | پسر جهنمی    | hellboy                    |